# 수현 (가수)
수현(본명: 신수현, 1989년 3월 11일 ~ )은 대한민국의 가수이며 현재 댄스 팝 음악 그룹 유키스(U-KISS)의 보컬리스트이다.
경기도 포천군 내촌면에서 태어났으나, 중학교 이후는 남양주시 퇴계원에서 성장했다. 2017년 12월 28일 날짜로 강원도 화천군 15사단 신병교육대대로 군입대를 하여 현역 복무를 시작하였고, 2019년 9월 1일에 병장 만기 제대 하였다.

## 학력
- 디지털서울문화예술대학교 공연예술학과 중퇴
- 배재대학교 문화예술컨텐츠학과 졸업

## 활동
2008년 댄스 팝 음악 그룹 유키스(U-KISS)의 보컬리스트로 가수 데뷔하였다. 2010년에는 뮤지컬 《코러스라인》에 출연하였으며, 2011년에는 영화 《미스터 아이돌》의 카메오 출연하였다.

## 작품

### 뮤지컬
- 《코러스라인》 (2010)

### 텔레비전 프로그램
- 《아이돌 유나이티드》 (2010) - 고정 출연
- 《나를 따르라》 (2014) - 고정 출연
- 《미스터리 음악쇼 복면가왕》 (2017) - 참가자 (새파랗게 어린 똘똘이 스머프)